# Bergamote de Nancy
Cet article concerne la confiserie. Pour la marque, voir Bergamottes de Nancy.
La bergamote de Nancy ou bergamotte de Nancy, est un bonbon légèrement acidulé, carré, plat, translucide et de couleur dorée, parfumé à l'huile essentielle de bergamote, dont les confiseurs de Nancy en Lorraine ont fait leur spécialité dès le XIXe siècle,.
Le Trésor de la Langue Française retient les deux orthographes avec un ou deux t au mot bergamote, et l'orthographe originelle est bergamotte de Nancy.

## Histoire

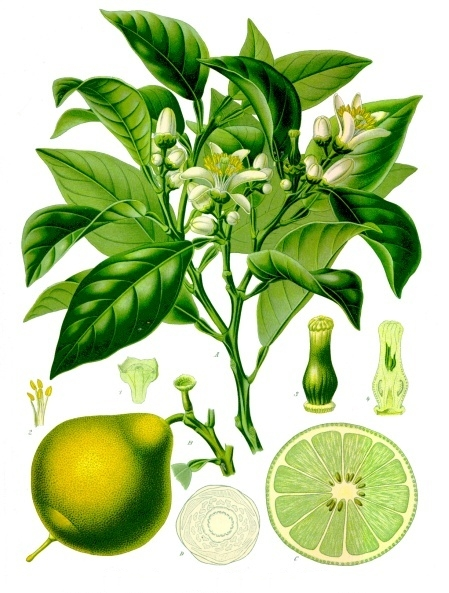
La bergamote.

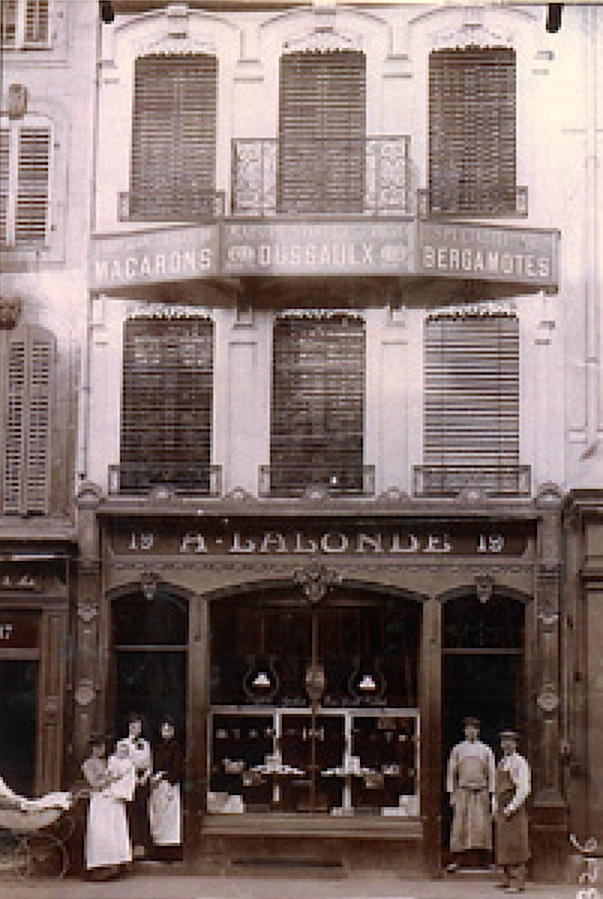
Confiserie Dussaulx-Lalonde, 19, rue du Pont-Mouja en 1904.

L'origine historique de la bergamote de Nancy est incertaine. En Lorraine, on connaissait l'agrume grâce aux liens entre le duché de Lorraine et la Calabre, terre d'élection du bergamotier. Durant tout le Moyen Âge, les bergamotes étaient acheminées d'Italie par les pèlerins qui se rendaient à la basilique de Saint-Nicolas-de-Port, près de Nancy.
L'usage de l'essence de bergamote est bien connu depuis au moins le début du XVIIIe siècle et n'est pas réservé à Nancy. Le limonadier Masson décrit des pastilles de sucre parfumées à « l'essence de bergamotte » en 1705 dans un ouvrage parisien.
Le Sieur Joseph Gilliers, chef d'office et distillateur de Stanislas Leszczynski au château de Lunéville, cite, en 1751, dans son ouvrage le Cannaméliste français, une pastille faite avec de l'essence de bergamotes « pour donner le goût », et dont le duc de Lorraine aurait été très friand. Cette pastille est toutefois très différente de la bergamote de Nancy puisqu'elle est similaire à celle de Masson en 1705 : elle est réalisée avec de la gomme et le sucre ne subit pas de cuisson.
Le journal des Affiches des Evêchés et Lorraine du jeudi 11 mai 1780 nous apprend que le Sieur Villemin, marchand confiseur à Metz, propose toutes sortes de confitures sèches et liquides, des dragées, ainsi que du sucre d'orge à la bergamotte, au cédras et à la fleur d'orange. 
En 1803, le confiseur Machet propose dans un ouvrage parisien une recette permettant de réaliser des « sucres à la bergamotte ». La recette de Machet est en tout point identique à celle de la bergamote de Nancy connue aujourd'hui : des bonbons plats et carrés, réalisés en sucre cuit, au cassé, parfumé à l'essence de bergamote. Le confiseur précise que ces sucreries sont d'un grand débit.
Par la suite, c'est au confiseur nancéien Barbier-Duval que l'on doit la mention de « grandes tablettes de bergamote ». Installé à Nancy à partir années 1830, le confiseur explique que les tablettes de sucre cuit parfumé à l'essence de bergamote connaissent un grand succès à Nancy.
Les confiseurs de Nancy adoptent donc au début du XIXe siècle ce bonbon très répandu mais ne l'inventent pas, à l'instar des confiseurs Cartry, Colin, Culmann, Lebègue-Courbe, Burtin, Vatelle, Virte, Wursthorn, Lilig ou de la Confiserie et Biscuiterie Lefèvre-Denise fondée en 1840.
Antoine Lefèvre-Denise, partage ce savoir-faire du travail du sucre cuit avec ses frères Jean-Romain Lefèvre-Utile et Louis Lefèvre-George qui fabriquent des « bonbons secs » et des drops anglais à Nantes et Sedan.
La dénomination « Bergamotte de Nancy » apparaît à la fin du XIXe siècle et il est plus couramment répandu d’orthographier le mot bergamote avec deux t à cette époque.

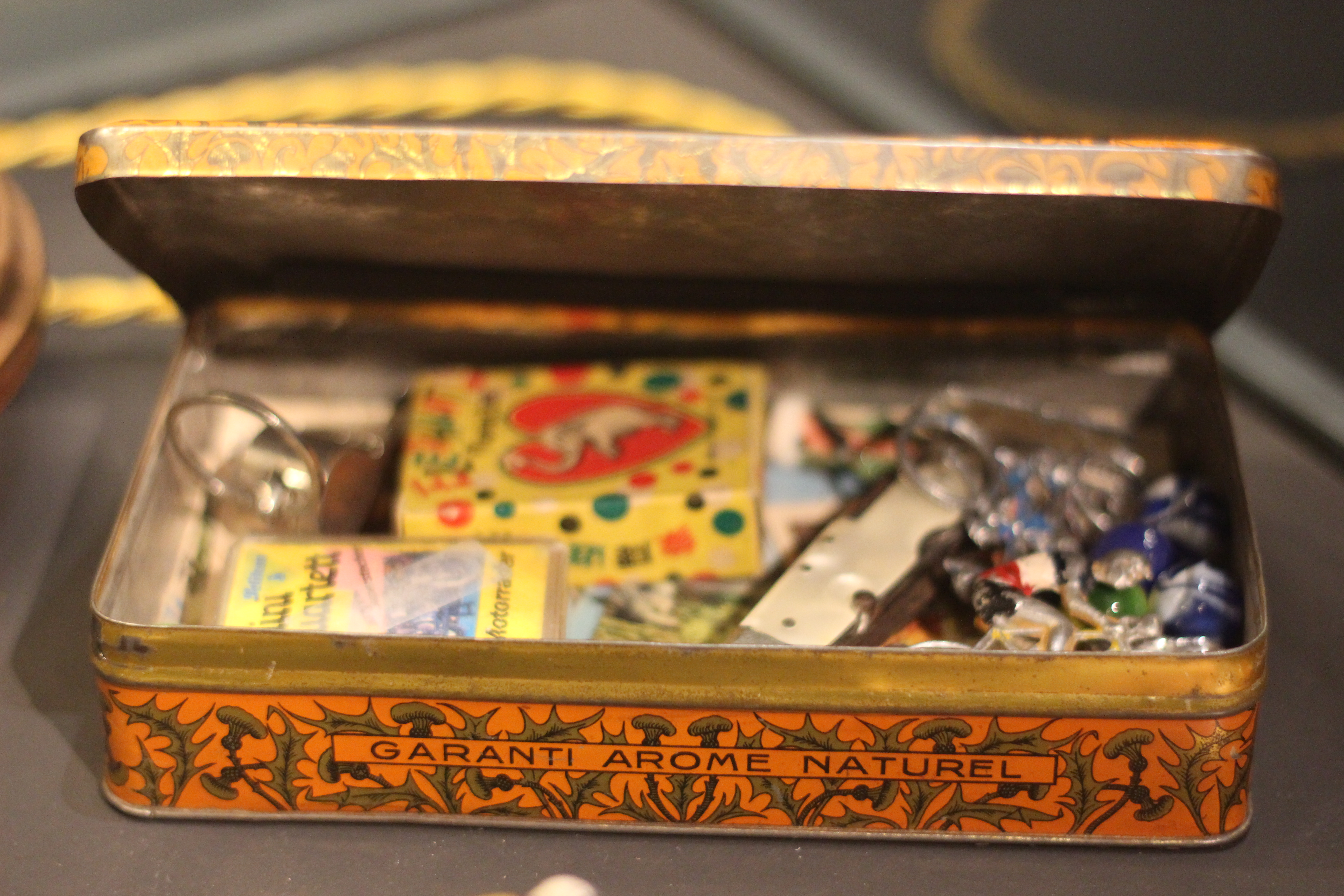
La boîte de bergamottes Lefèvre-Georges utilisée dans le film Le Fabuleux Destin d'Amélie Poulain.

En 1898, le confiseur Louis Lefèvre-Denise dépose la marque de fabrique Bergamottes de Nancy. Le mot bergamote y est orthographié avec deux « t ».
C'est lors de l'Exposition internationale de l'Est de la France de 1909 que la bergamote de Nancy acquiert ses lettres de noblesse et une notoriété internationale.
La bergamote de Nancy, qui existe depuis plus d'un siècle et demi, est un bonbon dont la diffusion est restée locale. On ne la trouve facilement qu'à Nancy ou en Lorraine. Ce sont essentiellement les touristes de passage à Nancy qui ont diffusé l'emblématique boîte métallique richement décorée, et ont ainsi fait connaître cette spécialité hors de la région.
Depuis 1996 et la création d'une indication géographique protégée, de nombreux pâtissiers et confiseurs ne sont plus autorisés à commercialiser ce bonbon sous l'appellation « bergamote de Nancy ». Toutes les bergamotes fabriquées et vendues à Nancy ne sont donc pas labelisées : le client achète alors des « bergamotes » mais pas « de Nancy », l'indication de provenance géographique étant réglementée.

## Fabrication

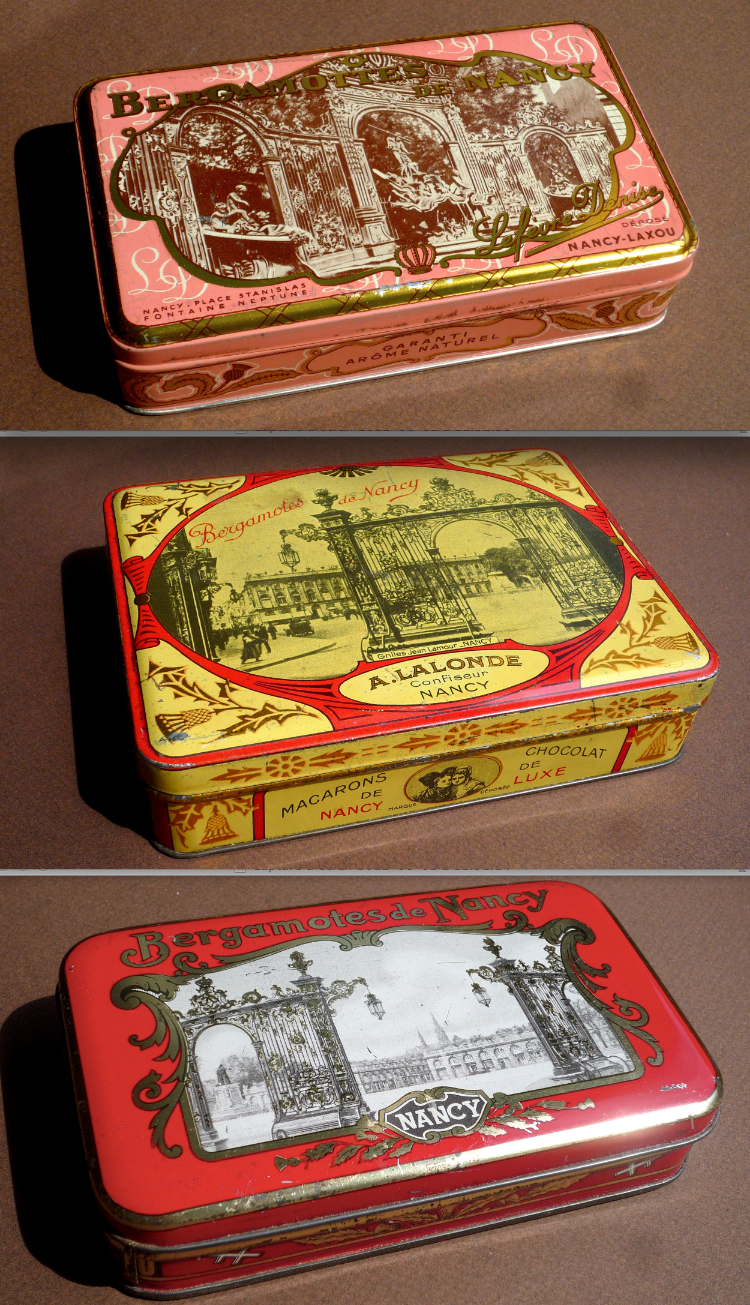
Boîtes en fer blanc de Bergamotes de Nancy, illustrées par des vues photographiques de la place Stanislas et les grilles de Jean Lamour. Vers 1950.

### Ingrédients
Sucre, sirop de glucose, huile essentielle naturelle de bergamote.

### Processus de fabrication
Le sucre auquel on ajoute l'eau et le sirop de glucose est cuit à environ 150 °C, dans un chaudron en cuivre. En fin de cuisson, on ajoute quelques gouttes d'huile essentielle de bergamote de Calabre. Le mélange est coulé sur un marbre, refroidi puis découpé au rouleau ou au laminoir en petits carrés, ce qui permet d'obtenir un bonbon d'un poids de cinq grammes environ. Les bergamotes sont ensuite séparées, tamisées et conditionnées individuellement dans un papier transparent.

### Conditionnement
Vendues dans des boîtes en fer-blanc, illustrées par des vues de la place Stanislas et les grilles de Jean Lamour, emblématiques de Nancy, et décorées de chardons lorrains et croix de Lorraine, symboliques de la région, les bergamotes de Nancy s'y conservent parfaitement à l'abri de la lumière et de l'humidité pendant plusieurs mois. Certaines confiseries, comme Lefèvre-Lemoine ou les Sœurs Macarons, continuent d'éditer des emballages à leurs noms. D'autres utilisent des boîtes neutres.

## Une confiserie protégée
Il existe différentes protections pour la bergamote de Nancy, tant commerciales que géographiques.

### La marque «Bergamottes de Nancy»
Cette marque est déposée en 1898 par la confiserie Lefèvre-Denise, qui est ainsi la première à protéger officiellement sa production. La marque Bergamottes de Nancy est toujours la propriété des descendants de Louis Lefèvre-Denise : la famille Lefèvre-Lemoine.

### L'indication géographique protégée
L'Association des fabricants de bergamotes de Nancy a obtenu, le 21 juin 1996, le bénéfice d'une Indication géographique protégée (IGP) pour les Bergamotes de Nancy,. Le cahier des charges indique les divers éléments de fabrication (huile essentielle naturelle issue exclusivement de Calabre, taille, translucidité, etc.) et de conditionnement,.
La bergamote de Nancy est, en 2021, la seule confiserie de France labellisée IGP. Trente-trois tonnes de bergamotes de Nancy sont commercialisées en IGP chaque année. Seul ce label garantit l'appellation « Véritables bergamotes de Nancy ».

## Dans la culture populaire

### Cinéma
Dans le film Le Fabuleux Destin d'Amélie Poulain (2001), une vieille boîte de Bergamottes de Nancy, de la maison Lefèvre Georges, contenant les souvenirs d’enfance d’un petit garçon, est découverte fortuitement par l’héroïne derrière une plinthe. C'est un clin d’œil aux années d’études nancéiennes de Jean-Pierre Jeunet.